# Stepne (Saporischschja)
Stepne (ukrainisch Степне; russisch Степное Stepnoje) ist ein Dorf im Norden der ukrainischen Oblast Saporischschja mit etwa 1400 Einwohnern.

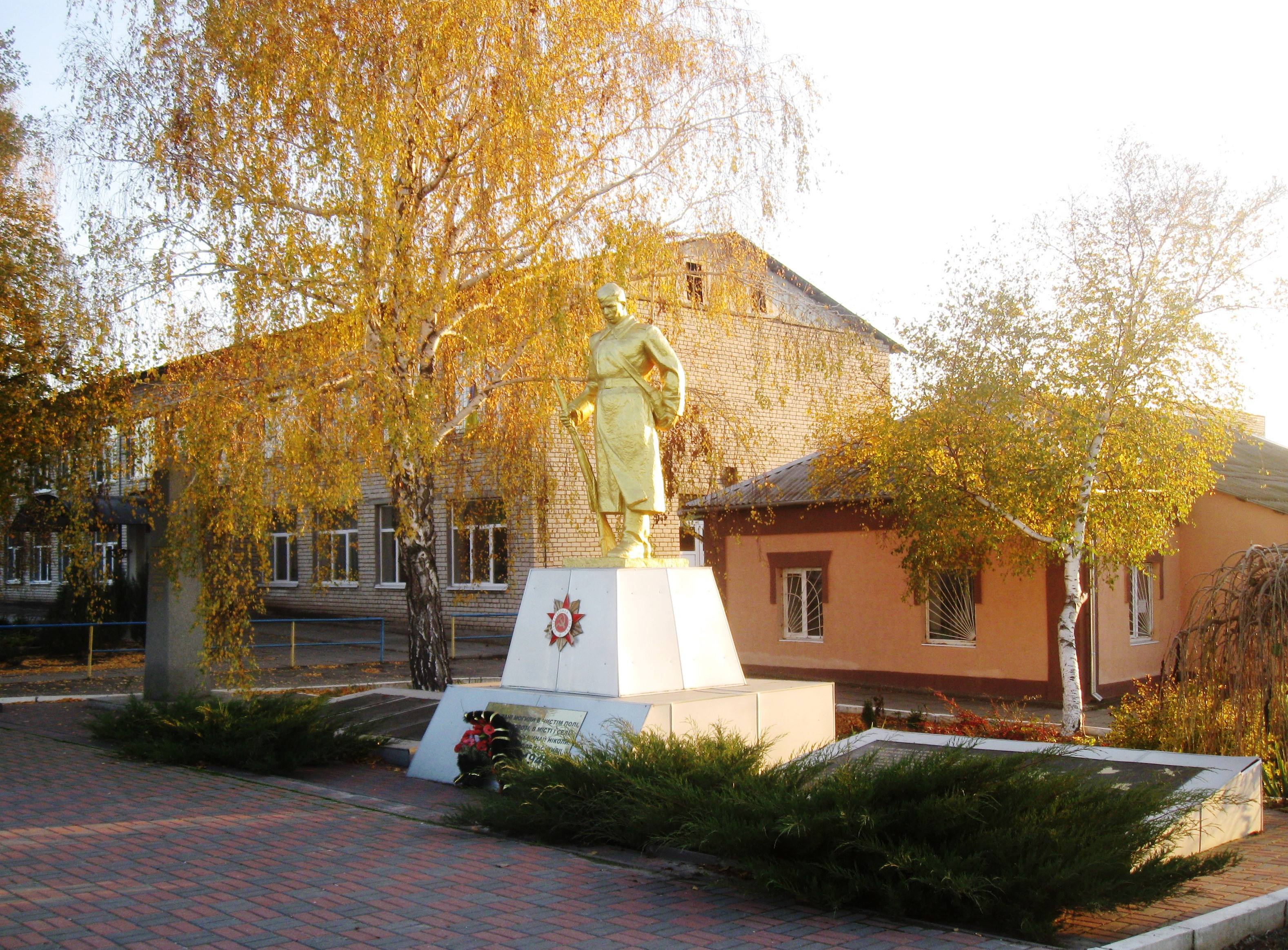
Denkmal im Ort

Das 1790 durch Siedler aus dem Gouvernement Charkow gegründete Dorf liegt südlich der Bahnstrecke Krywyj Rih–Komysch-Sorja, 10 Kilometer östlich der Oblasthauptstadt Saporischschja.

## Verwaltungsgliederung
Am 12. Juni 2020 wurde das Dorf zum Zentrum der neugegründeten Landgemeinde Stepne (Степненська сільська громада/Stepnenska silska hromada). Zu dieser zählten auch die 5 in der untenstehenden Tabelle aufgelisteten Dörfer sowie die Ansiedlungen Iwano-Hanniwka und Rostuschtsche, bis dahin bildete es zusammen mit dem Dorf Schewtschenkiwske und der Ansiedlung Rostuschtsche die gleichnamige Landratsgemeinde Stepne (Степненська сільська рада/Stepnenska silska rada) im Südosten des Rajons Saporischschja.
Folgende Orte sind neben dem Hauptort Stepne Teil der Gemeinde:
| Name                     | Name            | Name                                |
| ukrainisch transkribiert | ukrainisch      | russisch                            |
| ------------------------ | --------------- | ----------------------------------- |
| Iwano-Hanniwka           | Івано-Ганнівка  | Ивано-Анновка (Iwano-Annowka)       |
| Leschyne                 | Лежине          | Лежино (Leschino)                   |
| Nataliwka                | Наталівка       | Наталовка (Natalowka)               |
| Nowostepnjanske          | Новостепнянське | Новостепнянское (Nowostepnjanskoje) |
| Rostuschschte            | Ростуще         | Растущее (Rastuschtscheje)          |
| Schewtschenkiwske        | Шевченківське   | Шевченковское (Schewtschenkowskoje) |
| Tscherepiwske            | Черепівське     | Череповское (Tscherepowskoje)       |